# Little Flock (Arkansas)
Little Flock es una ciudad ubicada en el condado de Benton en el estado estadounidense de Arkansas. En el Censo de 2010 tenía una población de 2585 habitantes y una densidad poblacional de 133,9 personas por km².

## Geografía
Little Flock se encuentra ubicada en las coordenadas 36°23′11″N 94°8′12″O / 36.38639, -94.13667. Según la Oficina del Censo de los Estados Unidos, Little Flock tiene una superficie total de 19.31 km², de la cual 19.3 km² corresponden a tierra firme y (0.03%) 0.01 km² es agua.

## Demografía
Según el censo de 2010, había 2585 personas residiendo en Little Flock. La densidad de población era de 133,9 hab./km². De los 2585 habitantes, Little Flock estaba compuesto por el 80.23% blancos, el 2.48% eran afroamericanos, el 1.9% eran amerindios, el 4.29% eran asiáticos, el 0.27% eran isleños del Pacífico, el 7.35% eran de otras razas y el 3.48% pertenecían a dos o más razas. Del total de la población el 12.3% eran hispanos o latinos de cualquier raza.